# Plataforma Oceánica de Canarias
La Plataforma Oceánica de Canarias (PLOCAN) es una Infraestructura Científico y Técnica Singular (ICTS) destinada a impulsar el desarrollo de conocimiento y tecnologías para el uso responsable y sostenible del océano, en sintonía con los objetivos de desarrollo sostenible de Naciones Unidas y la estrategia de crecimiento azul establecido en el ámbito de la Unión Europea. Ha sido parcialmente cofinanciada por el Fondo Europeo de Desarrollo Regional (FEDER) en el marco del Programa Operativo FEDER de Canarias 2007-2013, en el Eje 1 "Desarrollo de la economía del Conocimiento", Tema Prioritario 02 con una tasa de cofinanciación del 85%. PLOCAN está financiada y gestionada por un consorcio formado al 50% por el Gobierno de Canarias y al 50% por el Ministerio de Ciencia e Innovación del Gobierno de España.

## Antecedentes
El proyecto se aprobó en 2007 como parte de la red española de Infraestructuras Científicas y Técnicas Singulares (ICTS) dentro del marco del Programa Ingenio 2010. Su creación se hizo pública en el Boletín Oficial del Estado el 5 de abril de 2008.

## Infraestructuras
PLOCAN ofrece infraestructuras en el mar y en tierra para ensayar nuevas tecnologías, materiales, conceptos o metodologías para el uso sostenible y la observación de los océanos, proporcionando un servicio a usuarios del sector público y privado. PLOCAN proporciona acceso y apoyo logístico transdisciplinar a través de sus instalaciones en tierra y bancos de ensayos marinos (puerto de Taliarte y región en alta mar). Estas infraestructuras se encuentran en la costa noreste de la isla de Gran Canaria.

### La plataforma
La plataforma marina fija es una infraestructura central para acelerar el desarrollo tecnológico y aportar evidencias científicas necesarias para la gestión sostenible del medio marino. La plataforma está localizada en una región próxima a la costa y al borde de la plataforma continental, en aguas poco profundas (30 metros de profundidad). Tiene una superficie neta de alrededor de 2.500 m², incluyendo el espacio para laboratorios, contenedores instrumentalizados y la capacidad para dar cabida a los investigadores distribuidos en un edificio de varios niveles con un muelle principal de 1000 m

### La sede en tierra
La sede en tierra integra 400 m² de talleres equipados para la electrónica y la integración mecánica, la reparación, el almacenamiento y la logística, incluyendo un laboratorio húmedo con un tanque de agua salada. Además, también está disponible una sala de control destinada al pilotaje de vehículos marinos y temáticas relacionadas. 

### Los bancos de ensayos (puerto y alta mar)
El banco de ensayos del puerto se encuentra muy cerca de la sede en tierra (a pocos metros con visión directa entre ambos) y tiene aguas claras y tranquilas con una profundidad máxima de 8 m. Es un lugar óptimo para realizar pruebas iniciales en el mar.
El banco de ensayos de PLOCAN en alta mar presenta un área de 23 km², y está situado a 3 millas náuticas de la zona de pruebas de puerto y próximo al puerto principal de la isla de Gran Canaria (Puerto de Las Palmas). La zona ofrece profundidades progresivas desde la costa hasta 600 m (pudiendo trabajar a profundidades mayores bajo petición) y está dedicado a ensayar el comportamiento y la eficiencia de los diferentes tipos de dispositivos y tecnologías en el océano, acelerando el progreso hacia el mercado. El área marina del banco de ensayos de PLOCAN se estudia exhaustivamente para ofrecer un ecosistema óptimo en términos de datos, modelos operacionales, logística, infraestructuras compatibles y conexión a la red. La zona cuenta con excelentes condiciones ambientales que facilitan de 9 a 12 meses de ventana operativa y los recursos de energía eólica y undimotriz (energía de las olas) óptimos para las operaciones de ensayo/demostración, que oscilan entre 300-400 W / m² para la densidad de energía eólica y de 4 a 8 kW/m de energía undimotriz.

### La Infraestructura Eléctrica y de Comunicaciones (IECOM)
La evacuación de la electricidad producida durante los ensayos experimentales en el banco de ensayos de PLOCAN en alta mar se lleva a cabo a través de su Infraestructura Eléctrica y de Comunicaciones (IECOM). La IECOM estará completamente operativa en 2020 e integrada por 2 módulos principales de 5 MW de capacidad de evacuación de la electricidad. El módulo 1 se destina a convertidores de energía undimotriz, con 5 posiciones de 1 MW cada uno, mientras que el módulo 2 está dedicado a tecnologías de energía eólica marina con una posición de 5 MW. Las operaciones marítimas rutinarias están cubiertas por los propios barcos de PLOCAN como parte del equipamiento disponible.

### Los sistemas de observación costera y oceánica
PLOCAN dispone de diversos dispositivos y equipamiento destinado a la observación del medio costero y oceánico. Entre ellos se puede destacar una flota de vehículos marinos autónomos para una amplia variedad de aplicaciones, llegando a profundidades de hasta 1000 metros y boyas fondeadas adaptadas con sensores meteorológicos y oceanográficos con el fin de cubrir las necesidades de monitorización en tiempo real de la zona de ensayos. Dispone también de embarcaciones superficiales no tripuladas.

## Proyectos
PLOCAN impulsa la participación en proyectos europeos y nacionales de I+D+i con el objetivo de facilitar la investigación y el desarrollo científico y tecnológico de las ciencias marino-marítimas. Los proyectos finalizados y en curso se pueden consultar en una sección específica de la página web de PLOCAN.